# Gatlin Glacier
Gatlin Glacier är en glaciär i Antarktis. Den ligger i Västantarktis. Nya Zeeland gör anspråk på området. Gatlin Glacier ligger 1 903 meter över havet.
Terrängen runt Gatlin Glacier är varierad.  Trakten är obefolkad. Det finns inga samhällen i närheten. 